# Cryptus anniversarius
Cryptus anniversarius là một loài tò vò trong họ Ichneumonidae.